# 청림
청림(靑林, 본명: 한청림, 1986년 2월 6일~2023년 7월 19일)은 대한민국의 가수 겸 배우이다. 2004년에 드라마 《미안하다 사랑한다》로 연기자, 이후 2009년 3월 앨범을 발매하면서 가수로 데뷔하였다.
2010년 《매일 결혼하는 남자》 출연 이후로 연예계 활동을 전혀 하지 않았다.

## 학력
- 시지중학교
- 대전예술고등학교 한국무용과
- 한국예술종합학교

## 음반
- 《Step (EP)》(2009년, 데뷔 앨범)
- 《Sugapoint (Digital Single)》(2009년)
- 《Show Up (EP)》(2010년)

## 드라마
| 연도 | 제목              | 역할            | 비고     |
| ---- | ----------------- | --------------- | -------- |
| 2004 | 미안하다 사랑한다 |                 |          |
| 2009 | 드림              | 이종격투기 선수 |          |
| 2010 | 웃어요, 엄마      | 맥              | 특별출연 |

## 광고
- 《SK텔레콤》(2004년)
- 《아웃백》
- 《슈가포인트》(2009년)
- 《잠뱅이》(2009년)

## 방송
- 《스타골든벨》(2009년, KBS 2TV)
- 《매일 결혼하는 남자》(2010년, K-STAR)

## 가족 관계
- 배우자: 오혜미
- 아버지: 한구상
- 어머니: 김미경